# Jacob Barsøe
Jacob Barsøe (født 21. september 1988) er en dansk eliteroer, der deltager i letvægtsfireren ("guldfireren") ved OL i London 2012.
Barsøe begyndte at ro i 2005 som sekstenårig, og han debuterede som landsholdsroer i 2009. I 2010 var han med i letvægtsotteren, der vandt sølv ved EM. Året efter kom han med i letvægtsfireren sammen med de to OL-guldvindere fra Beijing 2008 Eskild Ebbesen og Morten Jørgensen samt Kasper Winther Jørgensen, der var kommet med efter OL. Denne besætning skulle derpå sikre deltagelsen ved OL i 2012, og undervejs har båden vundet tre World Cup-sejre. Udtagelsen blev sikret med en femteplads ved VM i Bled i september 2011.